# Kaélé
Kaélé, chiamata anche Jarua's,Kaelé,Jarua's o Kaele, è capoluogo del dipartimento di Mayo-Kani in Camerun.